# Philothamnus girardi
Philothamnus girardi là một loài rắn trong họ Rắn nước. Loài này được Bocage mô tả khoa học đầu tiên năm 1893.